# Mezoregion Puszczy Białowieskiej
Mezoregion Puszczy Białowieskiej (II.16) – mezoregion przyrodniczo-leśny w Krainie Mazursko-Podlaskiej.
Mezoregion położony jest w północno-wschodniej Polsce w woj. podlaskim. Graniczy z mezoregionami: Wysoczyzny Białostockiej i Zambrowsko-Bielskim. Powierzchnia mezoregionu wynosi 831 km².
Lasy i ekosystemy seminaturalne zajmują ok. 76% powierzchni regionu. Lesistość wynosi 72%, co daje łączną powierzchnię 600 km². 81% powierzchni lasów zarządzanych jest przez Regionalną Dyrekcję Lasów Państwowych w Białymstoku (nadleśnictwa: Browsk – z wyłączeniem części zachodniej, Hajnówka – z wyłączeniem części zachodniej i Białowieża). Tereny leśne mezoregionu stanowią część Puszczy Białowieskiej chronionej w Polsce przez utworzony w 1932 r. Białowieski Park Narodowy.
Tereny tworzące mezoregion są naturalnie równinne i faliste. Występują też krajobrazy zalewowych den dolin. Mezoregion to niezbyt urozmaicona wysoczyzna morenowa powstała po wytopieniu lądolodu w trakcie zlodowacenia środkowopolskiego. Składa się ona z glin zwałowych, piasków i żwirów polodowcowych w środkowej części oraz piasków i żwirów sandrowych w części wschodniej i południowej. Na północy i w dolinie rzeki Narewki wysoczyznę budują holoceńskie piaski, żwiry, mady rzeczne, torfy i namuły.
Wśród porastającej mezoregion roślinności przeważają bory mieszane i grądy w odmianie subborealnej. Na północy występują też bory sosnowe i bory mieszane w odmianie w odmianie subborealnej w podwariancie z dużym udziałem łęgów jesionowo-olszowych i olsów.